# Frankrigs provinser
| Frankrigs provinser består af to grupper. Den ene gruppe er de 33 provinser, der blev erstattet af departementerne i 1790. Den anden gruppe er de områder langs grænserne til Schweiz og Italien, der først blev indlemmet i Frankrig efter 1790. Selv om provinserne blev ophævede i 1790, så indgår de i nogle tilfælde stadig i befolkningens kulturelle identitet. I 1956 tog regeringen det første skridt til at oprette regioner, der skulle være en overbygning på departementerne. I 1986 blev der indført direkte valg til regionsrådene. Nogle af regionerne har samme navne som tidligere provinser. I en del tilfælde har regionerne dog andre grænser, end provinserne havde. I listen nedenfor angives først det danske navn. Derefter det franske navn (med link til det franske Wikipedia). Derefter årstal for provinsens oprettelse. Til sidst følger provinsens hovedby. | |                      |
| 1. Île-de-France (Île-de-France, 987; Paris) 2. Berry (Berry, 1101; Bourges) 3. Orléanais (Orléanais, 1198; Orléans) 4. Normandiet (Normandie, 1204; Rouen) 5. Languedoc (Languedoc, 1270; Toulouse) 6. Lyonnais (Lyonnais, 1313; Lyon) 7. Dauphiné (Dauphiné, 1343; Grenoble) 8. Champagne (Champagne, 1361; Troyes) 9. Aunis (Aunis, 1371; La Rochelle) 10. Saintonge (Saintonge, 1371; Saintes) 11. Poitou (Poitou, 1416; Poitiers) 12. Akvitanien (Aquitaine, 1453; Bordeaux) 13. Bourgogne (Bourgogne, 1477; Dijon) 14. Picardie (Picardie, 1482; Amiens) 15. Anjou (Anjou, 1482; Angers) 16. Provence (Provence, 1482; Aix) 17. Angoumois (Angoumois, 1515; Angoulême) 18. Bourbonnais (Bourbonnais, 1527; Moulins) 19. La Marche (Marche, 1527; Guéret) | 1. Bretagne (Bretagne, 1532; Rennes) 2. Maine (Maine, 1584; Le Mans) 3. Touraine (Touraine, 1584; Tours) 4. Limousin (Limousin, 1589; Limoges) 5. Foix (Comté de Foix, 1607; Foix) 6. Auvergne (Auvergne, 1610; Clermont-Ferrand) 7. Béarn (Béarn, 1620; Pau) 8. Alsace (Alsace, 1648; Strasbourg) 9. Artois (Artois, 1659; Arras) 10. Roussillon (Roussillon, 1659; Perpignan) 11. Fransk Flandern (Flandre, 1668; Lille) 12. Franche-Comté (Franche-Comté, 1678; Besançon) 13. Lorraine (Lorraine, 1766; Nancy) 14. Korsika (Corse, 1768; Ajaccio) 15. Nivernais (Nivernais, 1789; Nevers) 16. Comtat Venaissin (Comtat Venaissain, 1791; Avignon) 17. Mulhouse (Mulhouse, 1798) 18. Savoyen (Savoie, 1860; Chambéry) 19. Nice (Comté de Nice, 1860; Nice) 20. Montbéliard (Montbéliard, 1816, Montbéliard) | Frankrikes provinser |